# Hodina slovenčiny
Hodina slovenčiny (magyarul: Szlovák óra) az Elán együttes negyedik nagylemeze 1985-ből, amely Csehszlovákiában jelent meg.

## Kiadásai
- 1985 LP

## Dalok
1. Hodina slovenčiny (Patejdl – Filan) – 3:12
2. Zaľúbil sa chlapec (Baláž – Filan) – 3:17
3. Dva a dva (Ráž – Filan) – 4:38
4. Pestrý život (Ráž – Filan) – 4:32
5. Čo je, čo je, čo chceš (Ráž – Filan) – 3:07
6. Poďme sa báť (Patejdl – Filan) – 4:27
7. Valiace sa kamene (Baláž – Filan) – 3:27
8. Emdéžet (Prinzip – Filan) – 3:54
9. Stužková (Ráž – Filan) – 3:03
10. Kráľovná bielych tenisiek (Baláž – Filan) – 3:38
11. Kaskadér bez peňazí (Baláž – Filan) – 3:45
12. Zvláštny smútok viťazov (Patejdl – Filan) – 4:46

## Az együttes tagjai
- Václav Patejdl – billentyűs hangszerek, ének
- Jožo Ráž – basszusgitár, ének
- Juraj Farkaš –gitár, vokál
- Jano Baláž – szólógitár, ének
- Zdeno Baláž – dobok

Közreműködött:
- Ján Došek – speciális hangeffektek
- Ľuboš Stankovský – dobok
- Ján Lauko – zenei rendező
- Ivan Jombík – hangmérnök
- Štefan Danko – producer
- Fedor Nemec – fényképész
- Alan Lesyk – borítóterv